# Llista de topònims de Massalcoreig
Llista de topònims (noms propis de lloc) del municipi de Massalcoreig, al Segrià
Informació actualitzada per un bot. Els canvis manuals es perdran quan s'actualitzi!

## entitat singular de població
| imatge | Nom             | Ubicat a     | instància de                 | Detalls | coordenades                                                    | Protecció | Commons (més fotos) | Dades a WD                    |
| ------ | --------------- | ------------ | ---------------------------- | ------- | -------------------------------------------------------------- | --------- | ------------------- | ----------------------------- |
|        | Massalcoreig    | Massalcoreig | entitat singular de població | 566 hab | 41° 27′ 31″ N, 0° 21′ 42″ E / 41.4584957°N,0.3616768°E 99 msnm |           |                     | Modifica les dades a Wikidata |
|        | el Pla d'Escarp | Massalcoreig | entitat singular de població | 10 hab  | 41° 25′ 56″ N, 0° 21′ 48″ E / 41.432155°N,0.36325°E 83 msnm    |           |                     | Modifica les dades a Wikidata |

## església
| imatge | Nom                           | Ubicat a     | instància de      | Detalls                                               | coordenades | Protecció                                  | Commons (més fotos)  | Dades a WD                    |
| ------ | ----------------------------- | ------------ | ----------------- | ----------------------------------------------------- | --- | ------------------------------------------ | -------------------- | ----------------------------- |
|        | Sant Bartomeu de Massalcoreig | Massalcoreig | església          | Estil: arquitectura barroca                           | 41° 27′ 33″ N, 0° 21′ 34″ E / 41.459121°N,0.359326°E                                                           | bé integrant del patrimoni cultural català |                      | Modifica les dades a Wikidata |
|        | Santa Maria d'Escarp          | Massalcoreig | església monestir | Estil: arquitectura barroca arquitectura popular 1213 | 41° 25′ 52″ N, 0° 21′ 20″ E / 41.4310916667°N,0.355419444444°E ca:Ctra. Granja d'Escarp - Massalcoreig 83 msnm | bé integrant del patrimoni cultural català | Santa Maria d'Escarp | Modifica les dades a Wikidata |

## granja
| imatge | Nom                        | Ubicat a     | instància de | Detalls | coordenades                                                          | Protecció | Commons (més fotos) | Dades a WD                    |
| ------ | -------------------------- | ------------ | ------------ | ------- | -------------------------------------------------------------------- | --------- | ------------------- | ----------------------------- |
|        | Granges d'Àngel de Plaça   | Massalcoreig | granja       |         | 41° 26′ 33″ N, 0° 22′ 21″ E / 41.442592113769°N,0.372627531266146°E  |           |                     | Modifica les dades a Wikidata |
|        | Granges de Benito          | Massalcoreig | granja       |         | 41° 27′ 29″ N, 0° 22′ 13″ E / 41.4579388288549°N,0.370259911427929°E |           |                     | Modifica les dades a Wikidata |
|        | Granja Casala              | Massalcoreig | granja       |         | 41° 27′ 52″ N, 0° 21′ 35″ E / 41.4645341365277°N,0.35976808793293°E  |           |                     | Modifica les dades a Wikidata |
|        | Granja Doloretes           | Massalcoreig | granja       |         | 41° 27′ 48″ N, 0° 21′ 21″ E / 41.4634159910219°N,0.355790526188338°E |           |                     | Modifica les dades a Wikidata |
|        | Granja Ivars               | Massalcoreig | granja       |         | 41° 27′ 17″ N, 0° 21′ 31″ E / 41.4546088639536°N,0.358578684978674°E |           |                     | Modifica les dades a Wikidata |
|        | Granja d'Antònio Ballester | Massalcoreig | granja       |         | 41° 27′ 21″ N, 0° 21′ 29″ E / 41.4557381335036°N,0.357946227344543°E |           |                     | Modifica les dades a Wikidata |
|        | Granja de Josep Macià      | Massalcoreig | granja       |         | 41° 27′ 10″ N, 0° 21′ 54″ E / 41.4529122231799°N,0.365100002216225°E |           |                     | Modifica les dades a Wikidata |
|        | Granja de Manolo Roc       | Massalcoreig | granja       |         | 41° 27′ 55″ N, 0° 21′ 24″ E / 41.4652580519848°N,0.356781270194675°E |           |                     | Modifica les dades a Wikidata |
|        | Granja de Maria Pau        | Massalcoreig | granja       |         | 41° 26′ 58″ N, 0° 21′ 26″ E / 41.4494980207579°N,0.357218009938362°E |           |                     | Modifica les dades a Wikidata |
|        | Granja de Raimundo         | Massalcoreig | granja       |         | 41° 28′ 35″ N, 0° 21′ 28″ E / 41.4763489257992°N,0.357743508947304°E |           |                     | Modifica les dades a Wikidata |
|        | Granja de Rofino Vidal     | Massalcoreig | granja       |         | 41° 28′ 22″ N, 0° 21′ 30″ E / 41.4727160504215°N,0.358382106807665°E |           |                     | Modifica les dades a Wikidata |
|        | Granja de Serafín          | Massalcoreig | granja       |         | 41° 27′ 59″ N, 0° 22′ 25″ E / 41.4664825624052°N,0.373662229705642°E |           |                     | Modifica les dades a Wikidata |
|        | Granja de la Catòquia      | Massalcoreig | granja       |         | 41° 28′ 09″ N, 0° 21′ 52″ E / 41.469205352219°N,0.36436637141634°E   |           |                     | Modifica les dades a Wikidata |

## masia
| imatge | Nom                          | Ubicat a     | instància de | Detalls | coordenades                                                          | Protecció | Commons (més fotos) | Dades a WD                    |
| ------ | ---------------------------- | ------------ | ------------ | ------- | -------------------------------------------------------------------- | --------- | ------------------- | ----------------------------- |
|        | Mas d'en Francisco de Paula  | Massalcoreig | masia        |         | 41° 27′ 43″ N, 0° 21′ 18″ E / 41.4619998514491°N,0.354914216003196°E |           |                     | Modifica les dades a Wikidata |
|        | Mas d'en Josep de la Manuela | Massalcoreig | masia        |         | 41° 28′ 08″ N, 0° 21′ 00″ E / 41.4689404936896°N,0.350081779530256°E |           |                     | Modifica les dades a Wikidata |
|        | Mas d'en Manel de Mingo      | Massalcoreig | masia        |         | 41° 28′ 31″ N, 0° 21′ 41″ E / 41.475322709166°N,0.361293966880534°E  |           |                     | Modifica les dades a Wikidata |
|        | Mas de Batana                | Massalcoreig | masia        |         | 41° 26′ 25″ N, 0° 21′ 47″ E / 41.440357265112°N,0.36314099208598°E   |           |                     | Modifica les dades a Wikidata |
|        | Mas de Cabestany             | Massalcoreig | masia        |         | 41° 28′ 57″ N, 0° 21′ 10″ E / 41.4826177455959°N,0.352674099561516°E |           |                     | Modifica les dades a Wikidata |
|        | Mas de Calistro              | Massalcoreig | masia        |         | 41° 26′ 29″ N, 0° 22′ 11″ E / 41.441398997673°N,0.369683433034978°E  |           |                     | Modifica les dades a Wikidata |
|        | Mas de Guillén               | Massalcoreig | masia        |         | 41° 26′ 23″ N, 0° 22′ 13″ E / 41.43962180751°N,0.37035192833089°E    |           |                     | Modifica les dades a Wikidata |
|        | Mas de Javier                | Massalcoreig | masia        |         | 41° 28′ 15″ N, 0° 21′ 18″ E / 41.4708614821991°N,0.354889065688307°E |           |                     | Modifica les dades a Wikidata |
|        | Mas de Magina                | Massalcoreig | masia        |         | 41° 26′ 34″ N, 0° 21′ 25″ E / 41.4427709884129°N,0.356856784690689°E |           |                     | Modifica les dades a Wikidata |
|        | Mas de Mitenyo               | Massalcoreig | masia        |         | 41° 26′ 36″ N, 0° 21′ 25″ E / 41.4434292127327°N,0.356889902631777°E |           |                     | Modifica les dades a Wikidata |
|        | Mas de Moltorer              | Massalcoreig | masia        |         | 41° 25′ 47″ N, 0° 21′ 43″ E / 41.4296758760306°N,0.36195969857561°E  |           |                     | Modifica les dades a Wikidata |
|        | Mas de Paquito de Molinera   | Massalcoreig | masia        |         | 41° 27′ 59″ N, 0° 21′ 01″ E / 41.4664691173494°N,0.350314188771152°E |           |                     | Modifica les dades a Wikidata |
|        | Mas de Pepetòria             | Massalcoreig | masia        |         | 41° 27′ 06″ N, 0° 21′ 39″ E / 41.4517972363127°N,0.360859559291937°E |           |                     | Modifica les dades a Wikidata |
|        | Mas de Pomeret               | Massalcoreig | masia        |         | 41° 26′ 31″ N, 0° 21′ 37″ E / 41.4419587694874°N,0.360312931638066°E |           |                     | Modifica les dades a Wikidata |
|        | Mas de Seranga               | Massalcoreig | masia        |         | 41° 26′ 18″ N, 0° 21′ 59″ E / 41.4384607008791°N,0.366439011542301°E |           |                     | Modifica les dades a Wikidata |
|        | Mas de Tavernera             | Massalcoreig | masia        |         | 41° 25′ 52″ N, 0° 22′ 01″ E / 41.4311668632814°N,0.366889590446633°E |           |                     | Modifica les dades a Wikidata |
|        | Mas de Tòfol                 | Massalcoreig | masia        |         | 41° 28′ 12″ N, 0° 21′ 08″ E / 41.4699474694367°N,0.35235177782615°E  |           |                     | Modifica les dades a Wikidata |
|        | Mas de l'Arròs               | Massalcoreig | masia        |         | 41° 27′ 45″ N, 0° 21′ 10″ E / 41.4626319843°N,0.35265994084849°E     |           |                     | Modifica les dades a Wikidata |
|        | Mas de la Benita             | Massalcoreig | masia        |         | 41° 29′ 00″ N, 0° 21′ 24″ E / 41.483437032567°N,0.35660336417386°E   |           |                     | Modifica les dades a Wikidata |
|        | Mas de la Mónquia            | Massalcoreig | masia        |         | 41° 28′ 09″ N, 0° 21′ 12″ E / 41.4692341625153°N,0.353446517571001°E |           |                     | Modifica les dades a Wikidata |
|        | Mas del Bonico               | Massalcoreig | masia        |         | 41° 27′ 04″ N, 0° 21′ 37″ E / 41.451099836964°N,0.36031157969726°E   |           |                     | Modifica les dades a Wikidata |
|        | Mas del Pastisser            | Massalcoreig | masia        |         | 41° 25′ 50″ N, 0° 21′ 52″ E / 41.4304890174576°N,0.364427861756916°E |           |                     | Modifica les dades a Wikidata |
|        | Mas del Silo                 | Massalcoreig | masia        |         | 41° 28′ 01″ N, 0° 21′ 59″ E / 41.4668942218458°N,0.366461373336861°E |           |                     | Modifica les dades a Wikidata |
|        | Mas del Torrentí             | Massalcoreig | masia        |         | 41° 28′ 48″ N, 0° 21′ 27″ E / 41.4798837218431°N,0.357539956196179°E |           |                     | Modifica les dades a Wikidata |
|        | la Torrassa                  | Massalcoreig | masia        |         | 41° 26′ 12″ N, 0° 22′ 13″ E / 41.4366186048572°N,0.370163809737678°E |           |                     | Modifica les dades a Wikidata |

## muntanya
| imatge | Nom                  | Ubicat a           | instància de | Detalls | coordenades                                                         | Protecció | Commons (més fotos) | Dades a WD                    |
| ------ | -------------------- | ------------------ | ------------ | ------- | ------------------------------------------------------------------- | --------- | ------------------- | ----------------------------- |
|        | Tossal Punxegut      | Massalcoreig       | muntanya     |         | 41° 28′ 03″ N, 0° 22′ 20″ E / 41.4676°N,0.372186°E 200.9 msnm       |           |                     | Modifica les dades a Wikidata |
|        | Tossal de Bellavista | Seròs Massalcoreig | muntanya     |         | 41° 26′ 57″ N, 0° 22′ 17″ E / 41.4493°N,0.371411°E 165.9 msnm       |           |                     | Modifica les dades a Wikidata |
|        | Tossal de Benito     | Massalcoreig       | muntanya     |         | 41° 27′ 44″ N, 0° 22′ 14″ E / 41.46212778°N,0.37050556°E 175.6 msnm |           |                     | Modifica les dades a Wikidata |

## riu
| imatge | Nom   | Ubicat a                     | instància de                 | Detalls                                      | coordenades                                                                                               | Protecció | Commons (més fotos) | Dades a WD                    |
| ------ | ----- | ---------------------------- | ---------------------------- | -------------------------------------------- | --- | --------- | ------------------- | ----------------------------- |
|        | Cinca | Aragó Catalunya              | riu curs d'aigua             | Desemboca: Segre Llarg: 170km Conca: 9000km² | 42° 41′ 44″ N, 0° 02′ 27″ E / 42.695649°N,0.040951°E 41° 25′ 44″ N, 0° 20′ 56″ E / 41.428833°N,0.348899°E |           | Cinca River         | Modifica les dades a Wikidata |
|        | Segre | Catalunya Pirineus Orientals | riu curs d'aigua riu aurífer | Desemboca: Ebre Llarg: 265km Conca: 22400km² | 42° 24′ 09″ N, 2° 06′ 30″ E / 42.4025°N,2.1084°E 41° 21′ 48″ N, 0° 18′ 16″ E / 41.3633°N,0.3044°E         |           | Segre River         | Modifica les dades a Wikidata |

## Misc
| imatge | Nom                               | Ubicat a           | instància de      | Detalls                      | coordenades                                                   | Protecció                                  | Commons (més fotos) | Dades a WD                    |
| ------ | --------------------------------- | ------------------ | ----------------- | ---------------------------- | ------------------------------------------------------------- | ------------------------------------------ | ------------------- | ----------------------------- |
|        | Carrer Major                      | Massalcoreig       | carrer            |                              | 41° 27′ 32″ N, 0° 21′ 32″ E / 41.458854°N,0.358882°E          | bé integrant del patrimoni cultural català |                     | Modifica les dades a Wikidata |
|        | Casa Rot                          | Massalcoreig       | casa              | Estil: arquitectura popular  | 41° 27′ 31″ N, 0° 21′ 32″ E / 41.458731°N,0.358923°E          | bé integrant del patrimoni cultural català |                     | Modifica les dades a Wikidata |
|        | Torre dels Budells                | Massalcoreig       | torre de defensa  | Estil: arquitectura romànica | 41° 28′ 04″ N, 0° 22′ 20″ E / 41.467639°N,0.372186°E 200 msnm |                                            |                     | Modifica les dades a Wikidata |
|        | casa consistorial de Massalcoreig | Massalcoreig       | casa consistorial |                              | 41° 27′ 33″ N, 0° 21′ 33″ E / 41.4592456°N,0.3590606°E        |                                            |                     | Modifica les dades a Wikidata |
|        | serra de Montllober               | Massalcoreig Seròs | serra             |                              | 41° 28′ 47″ N, 0° 21′ 56″ E / 41.4797°N,0.365536°E 256.2 msnm |                                            |                     | Modifica les dades a Wikidata |